# Malatiná
Malatiná és un poble i municipi d'Eslovàquia que es troba a la regió de Žilina, al centre-nord del país. El 2022 tenia 825 habitants.

## Demografia
| Godina             | 1994 | 2004   | 2014   | 2024   |
| ------------------ | ---- | ------ | ------ | ------ |
| Nombre de persones | 855  | 824    | 815    | 819    |
| Diferència         |      | −3,62% | −1,09% | +0,49% |

| Godina             | 2023 | 2024   |
| ------------------ | ---- | ------ |
| Nombre de persones | 820  | 819    |
| Diferència         |      | −0,12% |